# William Addison
Pour les articles homonymes, voir Addison, Will Addison et William Addison (4e vicomte Addison).
William Addison, connu aussi sous le diminutif de Bill Addison, né le 28 novembre 1933 à Baton Rouge (Louisiane) et mort le 29 octobre 2008 à San Francisco (Californie), est un joueur d'échecs américain, maître international en 1967.

## Biographie
Il est directeur de la Chess Room du Mechanics' Institute Chess Club de 1965 à 1969.

## Palmarès
Il prend la deuxième place au championnat des Etats-Unis de 1969 derrière Samuel Reshevsky et se qualifie pour l'interzonal de Palma de Majorque en 1970 ou il termine dix-huitième.